# Vöcklamarkt
Vöcklamarkt är en ort och kommun i Österrike. Den ligger i distriktet Vöcklabruck i förbundslandet Oberösterreich, 220 kilometer väster om huvudstaden Wien. 
Kommunen består av 35 orter (Ortschaften) (inom parentes invånarantal 1 januari 2024):

- Aierzelten (46)
- Exlwöhr (114)
- Gopprechting (26)
- Gries (48)
- Gründberg (52)
- Haid (175)
- Hainberg (111)
- Hörading (45)
- Hötzing (18)
- Kalvarienberg (64)
- Krichpoint (13)
- Landberg (46)
- Langwies (124)
- Maulham (33)
- Moos (33)
- Mörasing (99)
- Mösendorf (404)
- Mösenthal (22)
- Mühlreith (87)
- Redl (51)
- Reichenthalheim (77)
- Rohrwies (33)
- Schmidham (464)
- Spielberg (46)
- Thal (30)
- Unteralberting (20)
- Unterholz (49)
- Viecht (33)
- Vöcklamarkt (2 197)
- Walchen (171)
- Walkering (37)
- Waschprechting (84)
- Waschprechtingerberg (261)
- Wies (21)
- Wilding (41)